# Seznam katastrálních území v okrese Žďár nad Sázavou
V této tabulce je uveden kompletní výčet katastrálních území Okresu Žďár nad Sázavou, včetně rozlohy a sídel, které na nich leží.
| Název KÚ                            | Sídla | Obec                              | km2   |
| ----------------------------------- | --- | --------------------------------- | ----- |
| A                                   | A | A                                 |       |
| Albrechtice u Rozsoch               | Albrechtice | Rozsochy                          | 2,1   |
| Baliny                              | Baliny | Baliny                            | 4,89  |
| Bezděkov u Velké Bíteše             | Bezděkov | Velká Bíteš                       | 2,2   |
| Blatiny                             | Blatiny | Sněžné                            | 4,92  |
| Blažejovice u Rozsoch               | Blažejovice | Rozsochy                          | 1,25  |
| Blažkov                             | Blažkov | Blažkov                           | 4,95  |
| Blízkov                             | Blízkov | Blízkov                           | 8,46  |
| Bobrůvka                            | Bobrůvka | Bobrůvka                          | 7,79  |
| Bohdalec                            | Bohdalec | Bohdalec                          | 8,28  |
| Bohdalov                            | Bohdalov | Bohdalov                          | 12,9  |
| Bohuňov                             | Bohuňov | Bohuňov                           | 3,04  |
| Bojanov u Dolní Libochové           | Bojanov | Křižanov                          | 1,64  |
| Bolešín                             | Bolešín | Věstín                            | 4,79  |
| Bor u Nedvědice                     | Bor | Sejřek                            | 2,01  |
| Borovec                             | Štěpánov nad Svratkou | Štěpánov nad Svratkou             | 0,74  |
| Borovnice u Jimramova               | Borovnice | Borovnice                         | 9,07  |
| Branišov nad Pernštejnem            | Branišov | Zvole                             | 4,58  |
| Bratrušín                           | Bratrušín, Bystřice nad Pernštejnem | Bystřice nad Pernštejnem          | 2     |
| Brťoví                              | Brťoví | Prosetín                          | 3,7   |
| Březejc                             | Březejc | Březejc                           | 4,51  |
| Březí nad Oslavou                   | Březí nad Oslavou | Březí nad Oslavou                 | 6,15  |
| Březí u Osové Bítýšky               | Březí | Březí                             | 5,68  |
| Březka u Velké Bíteše               | Březka | Velká Bíteš                       | 3,93  |
| Březské                             | Březské | Březské                           | 6,79  |
| Budeč u Žďáru nad Sázavou           | Budeč | Budeč                             | 5,39  |
| Bukov na Moravě                     | Bukov | Bukov                             | 5,32  |
| Buková u Nížkova                    | Buková | Nížkov                            | 3,21  |
| Bystřice nad Pernštejnem            | Bystřice nad Pernštejnem, Domanínek | Bystřice nad Pernštejnem          | 11,35 |
| Býšovec                             | Býšovec | Býšovec                           | 3,12  |
| Cikháj                              | Cikháj | Cikháj                            | 21,35 |
| Černá                               | Černá | Černá                             | 7,75  |
| Česká Cikánka                       | Česká Cikánka | Svratka                           | 3,02  |
| Česká Mez                           | Česká Mez | Sázava                            | 0,37  |
| České Křižánky                      | České Křižánky | Křižánky                          | 2,68  |
| České Milovy                        | České Milovy | Křižánky                          | 2,88  |
| Český Herálec                       | Český Herálec, Kuchyně | Herálec                           | 12,69 |
| Čtyři Dvory                         | Čtyři Dvory | Prosetín                          | 3,93  |
| Dalečín                             | Dalečín | Dalečín                           | 8,29  |
| Daňkovice                           | Daňkovice | Daňkovice                         | 3,02  |
| Dědkov                              | Dědkov | Blízkov                           | 4,98  |
| Divišov                             | Divišov | Bystřice nad Pernštejnem          | 2,47  |
| Dlouhé na Moravě                    | Dlouhé | Dlouhé                            | 8,43  |
| Dobrá Voda u Křižanova              | Dobrá Voda | Dobrá Voda                        | 8,29  |
| Dolní Bobrová                       | Bobrová | Bobrová                           | 7,39  |
| Dolní Bory                          | Dolní Bory | Bory                              | 10,55 |
| Dolní Čepí                          | Dolní Čepí | Ujčov                             | 1,63  |
| Dolní Heřmanice                     | Dolní Heřmanice | Dolní Heřmanice                   | 11,62 |
| Dolní Libochová                     | Dolní Libochová | Dolní Libochová                   | 4,09  |
| Dolní Radslavice                    | Dolní Radslavice | Velké Meziříčí                    | 3,08  |
| Dolní Rozsíčka                      | Dolní Rozsíčka | Blažkov                           | 2,48  |
| Dolní Rožínka                       | Dolní Rožínka | Dolní Rožínka                     | 2,47  |
| Domanín u Bystřice nad Pernštejnem  | Domanín | Bystřice nad Pernštejnem          | 8,52  |
| Domanínek                           | Domanínek | Bystřice nad Pernštejnem          | 1,37  |
| Dvořiště u Bystřice nad Pernštejnem | Dvořiště | Bystřice nad Pernštejnem          | 2,4   |
| Frankův Zhořec                      | Frankův Zhořec | Stránecká Zhoř                    | 2,23  |
| Fryšava pod Žákovou horou           | Fryšava pod Žákovou horou | Fryšava pod Žákovou horou         | 12,53 |
| Geršov                              | Geršov | Otín                              | 0,99  |
| Habří                               | Habří | Moravecké Pavlovice               | 2,53  |
| Hamry nad Sázavou                   | Hamry nad Sázavou | Hamry nad Sázavou                 | 4,47  |
| Herálec na Moravě                   | Brušovec, Herálec | Herálec                           | 10,05 |
| Heřmanov u Křižanova                | Heřmanov | Heřmanov                          | 5,38  |
| Hlinné                              | Hlinné | Nové Město na Moravě              | 4,84  |
| Hluboké u Dalečína                  | Hluboké | Dalečín                           | 3,91  |
| Hodíškov                            | Hodíškov | Hodíškov                          | 5,14  |
| Holubí Zhoř                         | Holubí Zhoř, Jáchymov | Velká Bíteš                       | 6,11  |
| Horní Bobrová                       | Bobrová | Bobrová                           | 6,81  |
| Horní Bory                          | Cyrilov, Horní Bory | Bory                              | 5,91  |
| Horní Čepí                          | Horní Čepí | Ujčov                             | 1,38  |
| Horní Libochová                     | Dolní Hlíny, Horní Hlíny, Horní Libochová                                                                                                  | Horní Libochová                   | 4,6   |
| Horní Radslavice                    | Horní Radslavice | Horní Radslavice                  | 4,67  |
| Horní Rozsíčka                      | Horní Rozsíčka | Dolní Rožínka                     | 2     |
| Horní Rožínka                       | Horní Rožínka | Horní Rožínka                     | 2,03  |
| Hrbov u Velkého Meziříčí            | Hrbov | Velké Meziříčí                    | 3,41  |
| Hrdá Ves                            | Vír | Vír                               | 0,7   |
| Chlébské                            | Chlébské | Skorotice                         | 2,92  |
| Chlum                               | Chlum | Chlum-Korouhvice                  | 2,21  |
| Chlumek                             | Chlumek | Chlumek                           | 6,57  |
| Chlumětín                           | Chlumětín | Chlumětín                         | 6,65  |
| Chroustov u Bohdalova               | Chroustov | Bohdalov                          | 3,27  |
| Jabloňov                            | Jabloňov | Věžná                             | 2,12  |
| Jabloňov u Velkého Meziříčí         | Jabloňov | Jabloňov                          | 8,84  |
| Jámy                                | Jámy | Jámy                              | 12,39 |
| Janovičky u Bohuňova                | Janovičky | Bohuňov                           | 1,4   |
| Javorek                             | Javorek | Javorek                           | 3,9   |
| Jemnice u Moravce                   | Jemnice | Strážek                           | 2,33  |
| Jestřabí u Velké Bíteše             | Jestřabí | Velká Bíteš                       | 2,77  |
| Jimramov                            | Jimramov | Jimramov                          | 7,82  |
| Jimramovské Pavlovice               | Jimramovské Pavlovice | Věcov                             | 3,49  |
| Jindřichov u Velké Bíteše           | Jindřichov | Velká Bíteš                       | 6,85  |
| Jiříkovice u Nového Města na Moravě | Jiříkovice | Nové Město na Moravě              | 3,94  |
| Jívoví                              | Jívoví | Jívoví                            | 7,67  |
| Josefov u Rožné                     | Josefov | Rožná                             | 0,73  |
| Kadolec                             | Kadolec | Kadolec                           | 6,08  |
| Kadov u Sněžného                    | Kadov | Kadov                             | 5,38  |
| Karasín                             | Karasín | Bystřice nad Pernštejnem          | 7,26  |
| Karlov                              | Karlov | Karlov                            | 3,03  |
| Kněževes nad Oslavou                | Kněževes | Kněževes                          | 7,71  |
| Kobylnice nad Svratkou              | Kobylnice | Koroužné                          | 0,43  |
| Kocanda                             | Kocanda | Herálec                           | 1,12  |
| Kochánov u Stránecké Zhoře          | Kochánov | Stránecká Zhoř                    | 4,86  |
| Koníkov                             | Koníkov | Věcov                             | 3,04  |
| Korouhvice                          | Korouhvice | Chlum-Korouhvice                  | 1,81  |
| Koroužné                            | Koroužné | Koroužné                          | 3,1   |
| Košíkov                             | Košíkov | Velká Bíteš                       | 6,18  |
| Kotlasy                             | Kotlasy | Kotlasy                           | 4,39  |
| Kovářová                            | Kovářová | Ujčov                             | 1,98  |
| Kozlov u Křižanova                  | Kozlov | Kozlov                            | 4,07  |
| Kozlov u Lesoňovic                  | Kozlov | Bystřice nad Pernštejnem          | 1,37  |
| Krásné nad Svratkou                 | Krásné, Mrhov | Krásné                            | 8,53  |
| Krásněves                           | Krásněves | Krásněves                         | 4,13  |
| Krátká                              | Krátká | Sněžné                            | 0,87  |
| Křídla                              | Křídla | Křídla                            | 4,54  |
| Křižanov                            | Křižanov | Křižanov                          | 11,99 |
| Křoví                               | Křoví | Křoví                             | 7,04  |
| Kuklík                              | Kuklík | Kuklík                            | 7,84  |
| Kundratice u Křižanova              | Kundratice | Kundratice                        | 4,19  |
| Kundratice u Rozsoch                | Kundratice | Rozsochy                          | 3,52  |
| Kúsky                               | Kúsky | Velké Meziříčí                    | 1,37  |
| Kyjov u Černé                       | Kyjov | Kyjov                             | 1,75  |
| Lavičky                             | Lavičky | Lavičky                           | 4,75  |
| Lesoňovice                          | Lesoňovice | Bystřice nad Pernštejnem          | 3,45  |
| Lhota u Lísku                       | Lhota | Lísek                             | 6,26  |
| Lhotka u Velkého Meziříčí           | Lhotka | Ruda                              | 2,64  |
| Lhotka u Žďáru nad Sázavou          | Lhotka | Lhotka                            | 6,41  |
| Lhotky u Velkého Meziříčí           | Lhotky | Velké Meziříčí                    | 2,56  |
| Lísek                               | Lísek | Lísek                             | 1,15  |
| Lískovec u Nedvědice                | Lískovec | Ujčov                             | 2,71  |
| Líšná                               | Líšná | Líšná                             | 5,74  |
| Ludvíkov u Velké Bíteše             | Ludvíkov | Velká Bíteš                       | 1,84  |
| Malá Losenice                       | Malá Losenice | Malá Losenice                     | 7,65  |
| Malé Tresné                         | Malé Tresné | Rovečné                           | 1,93  |
| Maršovice u Nového Města na Moravě  | Maršovice | Nové Město na Moravě              | 4,02  |
| Martinice u Velkého Meziříčí        | Martinice | Martinice                         | 6,04  |
| Matějov                             | Matějov | Matějov                           | 9,82  |
| Měřín                               | Měřín | Měřín                             | 15,17 |
| Město Žďár                          | Mělkovice, Radonín, Žďár nad Sázavou 1, Žďár nad Sázavou 3, Žďár nad Sázavou 4, Žďár nad Sázavou 5, Žďár nad Sázavou 6, Žďár nad Sázavou 7 | Žďár nad Sázavou                  | 19,84 |
| Meziboří                            | Krčma, Meziboří | Strážek                           | 6,04  |
| Meziříčko u Jihlavy                 | Meziříčko | Meziříčko                         | 8,85  |
| Míchov                              | Míchov | Věcov                             | 3,48  |
| Milasín                             | Milasín | Milasín                           | 2,18  |
| Milešín                             | Milešín | Milešín                           | 2,93  |
| Milíkov                             | Milíkov | Černá                             | 2,7   |
| Mirošov u Bobrové                   | Mirošov | Mirošov                           | 6,85  |
| Mitrov                              | Mitrov | Strážek                           | 2,36  |
| Moravec                             | Moravec | Moravec                           | 5,51  |
| Moravecké Janovice                  | Moravecké Janovice | Strážek                           | 3,17  |
| Moravecké Pavlovice                 | Moravecké Pavlovice | Moravecké Pavlovice               | 2,3   |
| Moravská Cikánka                    | Moravská Cikánka | Svratka                           | 2,67  |
| Moravská Svratka                    | Moravská Svratka | Svratka                           | 3,79  |
| Moravské Křižánky                   | Moravské Křižánky | Křižánky                          | 6,41  |
| Mostiště u Velkého Meziříčí         | Mostiště | Velké Meziříčí                    | 4,15  |
| Na Pouštích                         | Pavlínov | Pavlínov                          | 0,97  |
| Najdek na Moravě                    | Najdek, Šlakhamry | Hamry nad Sázavou                 | 2,65  |
| Netín                               | Netín | Netín                             | 6,88  |
| Nížkov                              | Nížkov | Nížkov                            | 12,34 |
| Nová Ves u Heřmanova                | Nová Ves | Nová Ves                          | 4,15  |
| Nová Ves u Nového Města na Moravě   | Nová Ves u Nového Města na Moravě | Nová Ves u Nového Města na Moravě | 6,33  |
| Nová Zhoř                           | Nová Zhoř | Stránecká Zhoř                    | 1,37  |
| Nové Dvory u Velké Losenice         | Nové Dvory | Nové Dvory                        | 5,52  |
| Nové Město na Moravě                | Nové Město na Moravě | Nové Město na Moravě              | 13,53 |
| Nové Sady u Velké Bíteše            | Nové Sady | Nové Sady                         | 3,65  |
| Nové Veselí                         | Nové Veselí | Nové Veselí                       | 9,51  |
| Nový Jimramov                       | Jimramovské Paseky, Nový Jimramov, Široké Pole                                                                                             | Nový Jimramov                     | 4,24  |
| Nyklovice                           | Nyklovice | Nyklovice                         | 3,33  |
| Obyčtov                             | Obyčtov | Obyčtov                           | 7,76  |
| Odranec                             | Odranec | Věcov                             | 2,57  |
| Olešínky                            | Olešínky | Zvole                             | 3,38  |
| Olešná na Moravě                    | Olešná | Nové Město na Moravě              | 7,52  |
| Olešnička                           | Štěpánov nad Svratkou | Štěpánov nad Svratkou             | 2,1   |
| Olší nad Oslavou                    | Olší nad Oslavou | Velké Meziříčí                    | 8,91  |
| Ondrušky                            | Ondrušky | Březí                             | 0,59  |
| Ořechov u Křižanova                 | Ořechov, Ronov | Ořechov                           | 5,34  |
| Oslava                              | Oslava | Dolní Heřmanice                   | 2,52  |
| Oslavice                            | Oslavice | Oslavice                          | 6,35  |
| Oslavička                           | Oslavička | Oslavička                         | 4,19  |
| Osová                               | Osová | Osová Bítýška                     | 3,59  |
| Osová Bítýška                       | Osová Bítýška | Osová Bítýška                     | 6,72  |
| Osové                               | Osové | Osové                             | 3,25  |
| Ostrov nad Oslavou                  | Ostrov nad Oslavou | Ostrov nad Oslavou                | 7,72  |
| Otín u Měřína                       | Otín | Otín                              | 2,54  |
| Pánov                               | Pánov | Velká Bíteš                       | 1,98  |
| Pavlínov                            | Pavlínov | Pavlínov                          | 6,56  |
| Pavlov                              | Pavlov | Pavlov                            | 8,62  |
| Petráveč                            | Petráveč | Petráveč                          | 3,68  |
| Petrovice u Nového Města na Moravě  | Petrovice | Nové Město na Moravě              | 4,3   |
| Pikárec                             | Pikárec | Pikárec                           | 8,46  |
| Písečné                             | Písečné | Písečné                           | 6,58  |
| Pivonice u Lesoňovic                | Pivonice | Bystřice nad Pernštejnem          | 5,62  |
| Počítky                             | Počítky | Počítky                           | 6,02  |
| Poděšín                             | Poděšín | Poděšín                           | 6,88  |
| Podlesí u Sněžného                  | Podlesí | Sněžné                            | 1,36  |
| Podolí nad Bobrůvkou                | Podolí | Podolí                            | 2,51  |
| Pohledec                            | Pohledec | Nové Město na Moravě              | 6,36  |
| Pohořílky u Otína                   | Pohořílky | Otín                              | 2,02  |
| Pokojov                             | Pokojov | Pokojov                           | 3,18  |
| Polnička                            | Polnička | Polnička                          | 19,84 |
| Polom u Sulkovce                    | Polom | Sulkovec                          | 4,21  |
| Pořežín                             | Pořežín | Velká Losenice                    | 2,86  |
| Prosetín u Bystřice nad Pernštejnem | Prosetín | Prosetín                          | 8,13  |
| Pustina u Měřína                    | Pustina | Měřín                             | 2,7   |
| Račice u Dlouhého                   | Račice | Račice                            | 2,68  |
| Račín u Polničky                    | Račín | Račín                             | 7,96  |
| Radenice                            | Radenice | Radenice                          | 6,74  |
| Radešín nad Bobrůvkou               | Radešín | Radešín                           | 3,75  |
| Radešínská Svratka                  | Radešínská Svratka | Radešínská Svratka                | 6,99  |
| Radkov u Moravce                    | Radkov | Radkov                            | 3,96  |
| Radňoves                            | Radňoves | Radňoves                          | 2,73  |
| Radňovice                           | Radňovice | Radňovice                         | 3,87  |
| Radostín nad Oslavou                | Radostín nad Oslavou | Radostín nad Oslavou              | 10,77 |
| Radostín u Vojnova Městce           | Radostín | Radostín                          | 10,68 |
| Rodkov                              | Rodkov | Rodkov                            | 3,21  |
| Rokytno na Moravě                   | Rokytno | Nové Město na Moravě              | 6,02  |
| Rosička                             | Rosička | Rosička                           | 2,7   |
| Rousměrov                           | Laštovičky, Rousměrov | Rousměrov                         | 5,43  |
| Rovečné                             | Rovečné | Rovečné                           | 9,81  |
| Rovné                               | Rovné | Bystřice nad Pernštejnem          | 4,73  |
| Rozseč                              | Rozseč | Rozseč                            | 2,02  |
| Rozsochy                            | Rozsochy | Rozsochy                          | 6,35  |
| Roženecké Paseky                    | Roženecké Paseky | Věcov                             | 1,81  |
| Rožná                               | Rožná | Rožná                             | 7,98  |
| Ruda u Velkého Meziříčí             | Ruda | Ruda                              | 10,4  |
| Rudolec                             | Rudolec | Rudolec                           | 9,37  |
| Řečice nad Bobrůvkou                | Řečice | Řečice                            | 8,47  |
| Samotín                             | Samotín | Sněžné                            | 3,39  |
| Sázava u Žďáru nad Sázavou          | Sázava | Sázava                            | 7,18  |
| Sazomín                             | Sazomín | Sazomín                           | 5,29  |
| Sedliště u Jimramova                | Sedliště | Jimramov                          | 4,42  |
| Sejřek                              | Sejřek | Sejřek                            | 5,49  |
| Sirákov                             | Sirákov | Sirákov                           | 6,98  |
| Sklené nad Oslavou                  | Sklené nad Oslavou | Sklené nad Oslavou                | 6,5   |
| Sklené u Žďáru nad Sázavou          | Sklené | Sklené                            | 8,45  |
| Skorotice                           | Skorotice | Skorotice                         | 4,17  |
| Skřinářov                           | Skřinářov | Skřinářov                         | 8,99  |
| Slavkovice                          | Slavkovice | Nové Město na Moravě              | 4,84  |
| Smrček                              | Smrček | Býšovec                           | 2,68  |
| Sněžné na Moravě                    | Milovy, Podlesí, Sněžné | Sněžné                            | 12,1  |
| Spělkov                             | Spělkov | Spělkov                           | 2,58  |
| Starý Telečkov                      | Starý Telečkov | Pavlov                            | 3,02  |
| Strachujov                          | Strachujov | Strachujov                        | 2,89  |
| Stránecká Zhoř                      | Stránecká Zhoř | Stránecká Zhoř                    | 3,46  |
| Strážek                             | Strážek | Strážek                           | 9,09  |
| Stržanov                            | Stržanov | Žďár nad Sázavou                  | 4,13  |
| Střítež u Bukova                    | Nivy, Střítež | Střítež                           | 5,83  |
| Studnice u Rokytna                  | Studnice | Nové Město na Moravě              | 5,76  |
| Suky                                | Suky | Ostrov nad Oslavou                | 1,61  |
| Sulkovec                            | Sulkovec | Sulkovec                          | 4,33  |
| Svařenov                            | Svařenov | Velké Meziříčí                    | 2,32  |
| Světnov                             | Světnov | Světnov                           | 11    |
| Sviny u Křižanova                   | Sviny | Sviny                             | 3,71  |
| Svratka                             | Svratka | Svratka                           | 5,03  |
| Šeborov                             | Šeborov | Uhřínov                           | 1,7   |
| Škrdlovice                          | Škrdlovice | Škrdlovice                        | 5,74  |
| Špinov                              | Špinov | Nížkov                            | 2,77  |
| Štěpánov nad Svratkou               | Štěpánov nad Svratkou | Štěpánov nad Svratkou             | 5,38  |
| Švařec                              | Švařec | Koroužné                          | 2,74  |
| Tasov                               | Tasov | Tasov                             | 13,71 |
| Trhonice                            | Benátky, Trhonice | Jimramov                          | 4,58  |
| Tři Studně                          | Tři Studně | Tři Studně                        | 4,43  |
| Ubušín                              | Ubušín | Jimramov                          | 5,17  |
| Ubušínek                            | Ubušínek | Ubušínek                          | 2,77  |
| Uhřínov u Velkého Meziříčí          | Uhřínov | Uhřínov                           | 4,52  |
| Ujčov                               | Ujčov | Ujčov                             | 4,29  |
| Újezd u Žďáru nad Sázavou           | Újezd | Újezd                             | 8,67  |
| Unčín                               | Unčín | Unčín                             | 3,83  |
| Vatín                               | Vatín | Vatín                             | 4,86  |
| Věcov                               | Věcov | Věcov                             | 4,16  |
| Věchnov                             | Věchnov | Věchnov                           | 6,81  |
| Velká Bíteš                         | Janovice, Velká Bíteš | Velká Bíteš                       | 15,44 |
| Velká Losenice                      | Velká Losenice | Velká Losenice                    | 12,05 |
| Velké Janovice                      | Velké Janovice | Velké Janovice                    | 3,46  |
| Velké Meziříčí                      | Velké Meziříčí | Velké Meziříčí                    | 14,86 |
| Velké Tresné                        | Velké Tresné | Velké Tresné                      | 2,77  |
| Vepřová                             | Vepřová | Vepřová                           | 10,43 |
| Veselí u Dalečína                   | Veselí | Dalečín                           | 4,11  |
| Veselíčko u Žďáru nad Sázavou       | Veselíčko | Žďár nad Sázavou                  | 3,01  |
| Věstín                              | Věstín | Věstín                            | 2,42  |
| Věstínek                            | Věstínek | Věstín                            | 1,92  |
| Věžná na Moravě                     | Pernštejnské Janovice, Věžná | Věžná                             | 6,55  |
| Vídeň                               | Vídeň | Vídeň                             | 7,84  |
| Vidonín                             | Vidonín | Vidonín                           | 3,25  |
| Vír                                 | Vír | Vír                               | 4,62  |
| Vítochov                            | Vítochov | Bystřice nad Pernštejnem          | 2,56  |
| Vlachovice u Rokytna                | Vlachovice | Vlachovice                        | 3,62  |
| Vlkov u Osové Bítýšky               | Vlkov | Vlkov                             | 5,69  |
| Vojetín u Rozsoch                   | Vojetín | Rozsochy                          | 2,42  |
| Vojnův Městec                       | Nová Huť, Vojnův Městec | Vojnův Městec                     | 16,5  |
| Vojtěchov u Lísku                   | Vojtěchov | Lísek                             | 9,3   |
| Vrtěžíř                             | Vrtěžíř | Štěpánov nad Svratkou             | 2,64  |
| Vříšť                               | Vříšť | Sněžné                            | 0,81  |
| Vysoké                              | Vysoké | Vysoké                            | 6,52  |
| Záblatí u Osové Bítýšky             | Záblatí | Záblatí                           | 4,15  |
| Zadní Zhořec                        | Zadní Zhořec | Zadní Zhořec                      | 4,14  |
| Zahradiště                          | Zahradiště | Radostín nad Oslavou              | 4,71  |
| Zámek Žďár                          | Žďár nad Sázavou 2 | Žďár nad Sázavou                  | 10,08 |
| Záseka                              | Záseka | Netín                             | 0,91  |
| Závist u Velkého Meziříčí           | Závist | Lavičky                           | 0,98  |
| Zlatkov                             | Zlatkov | Rožná                             | 4,16  |
| Znětínek                            | Znětínek | Znětínek                          | 4,3   |
| Zubří u Nového Města na Moravě      | Zubří | Zubří                             | 8,46  |
| Zvole nad Pernštejnem               | Zvole | Zvole                             | 9,08  |
| Ždánice u Bystřice nad Pernštejnem  | Ždánice | Ždánice                           | 4,42  |

Celková výměra 1578,39 km2